# سیدنی مارتینو
سیدنی مارتینو (انگلیسی: Sydney Martineau; ۶ ژانویهٔ ۱۸۶۳ – ۱۹ دسامبر ۱۹۴۵) ورزشکار شمشیربازی اهل بریتانیا بود.
وی در مسابقات کشوری و بین‌المللی در مجموع برندهٔ ۱ مدال نقره شده‌است.